# Jordi Huisman
Jordi Huisman (Almere, 13 juni 1982) is een Nederlandse fotograaf die  werkt voor architecten, reclamebureaus, tijdschriften, en overheden. Daarnaast maakt hij documentaire foto-series. Zijn werk is wereldwijd geëxposeerd en gepubliceerd.

## Opleiding
Huisman volgde de opleiding Engineering, Design & Innovation aan de Hogeschool van Amsterdam en behaalde de BSc-graad in 2005. Aansluitend schreef hij zich in aan de Koninklijke Academie van Beeldende Kunsten in Den Haag en vestigde zich in datzelfde jaar als freelance fotograaf.

## Werk
Foto's van Huisman zijn gepubliceerd in Volkskrant magazine, Vrij Nederland, De Ingenieur en New York Times T-magazine. Hij maakt, naast zijn werk voor opdrachtgevers als Ahold Delhaize, het Koninklijk Concertgebouw, Singapore Airlines en de Universiteit van Amsterdam, documentaire foto-series, onder andere over architectuur, landschapsontwikkeling en stadsontwikkeling. Enkele voorbeelden daarvan zijn:
On Hold/Laid Off
De reportage On Hold/Laid Off gaat over de sluiting in 2008 van Janesville Assembly, een assemblagefabriek van General Motors in Janesville, Wisconsin.
Close, but not really
De doorlopende documentaire Close, but not really toont de ontwikkeling van de buitenwijk Almere Poort vanaf begin 2008.
Outline
In Outline laat Huisman zien hoe het leven, de infrastructuur en de natuur in Flevoland vorm hebben gekregen nadat in een deel van de voormalige Zuiderzee land was gecreëerd.
Rear Window
De serie Rear Window richt zich op de achterkant van woongebouwen in oude stadsdelen van hoofdsteden over de hele wereld. De serie laat zien dat aan de achterzijde van de stedelijke bebouwing een architecturale chaos is ontstaan die sterk verschilt van de nette en ordelijke gevels van de gebouwen. Bovendien toont Rear Window de culturele verschillen tussen steden. Huisman is in 2010 begonnen met de serie. De eerste steden in de rij waren Amsterdam, Parijs, Rome, Singapore, Brussel en Kopenhagen. In januari 2019 omvatte Rear Window opnamen uit 16 steden.

## Prijzen
- 2009 – De tweede prijs met On Hold/Laid Off in de categorie Documentair internationaal van de Zilveren Camera
- 2016 – De derde prijs met Rear Window in de categorie City van het International Photography Magazine.

## Fotoboek
De serie 'Rear Windows' werd in 2014 in een beperkte oplage gepubliceerd bij uitgeverij 'The Velvet Cell'. (ISBN 978-1-908889-19-5)
- Gemeinsame Normdatei: 1054945071
- RKD-Nederlands Instituut voor Kunstgeschiedenis: 359434
- Virtual International Authority File: 309661661
- WorldCat: E39PBJwMybjjBwy8WKvMGfVwG3